# Miss Nicaragua 2014
Miss Nicaragua 2014, 32e élection de Miss Nicaragua, s'est déroulée le 15 mars 2014 au Théâtre national Rubén Dario de Managua.
La gagnante, Marline Barberena, succède à Nastassja Bolívar, Miss Nicaragua 2013. .

## Classement final
| Titre                                                                                   | Candidates |
| --------------------------------------------------------------------------------------- | --- |
| Miss Nicaragua 2014 - Non classée à Miss Univers 2014                                   | - Chichigalpa - Marline Barberena |
| 1re dauphine - Non classée à Miss International 2014                                    | - Rivas - Jeymmy García |
| 2e dauphine                                                                             | - Masatepe - Paola Quintero |
| 3e dauphine - 1re dauphine à Miss Costa Maya 2014 - Miss Piel Dorada International 2016 | - Masaya - Katherine Guadamuz |
| 4e dauphine                                                                             | - Chinandega - Xilonem Quiñonez |
| 5e dauphine                                                                             | - Corn Island - Elizabeth Hodgson |
| Top 8                                                                                   | - Bluefields - Liz Pasos - León - Christiam López - Managua - Desireé Estrada - Matagalpa - Kiutza Merdina - Juigalpa - Linda Yamaki - Jinotega - Heydi Rivera - La Trinidad - Gabriela Pauth - Santa Tereza - Tereza López |

## Candidates
| Département  | Nom                | Âge        | Études                                              |        |             |
| ------------ | ------------------ | ---------- | --------------------------------------------------- | ------ | ----------- |
| Département  | Nom                | Bluefields | Liz Pasos                                           | 20 ans | Odontologie |
| Chichigalpa  | Marline Barberena  | 26 ans     | Administration d'entreprises                        |        |             |
| Chinandega   | Xilonem Quiñonez   | 21 ans     | Relations internationales et sciences politiques    |        |             |
| Corn Island  | Elizabeth Hodgson  | 25 ans     | Droit                                               |        |             |
| Jinotega     | Heydi Rivera       | 19 ans     | Comptabilité et finances                            |        |             |
| Juigalpa     | Linda Yamaki       | 18 ans     | Marketing et publicité                              |        |             |
| La Trinidad  | Gabriela Pauth     | 25 ans     | Médecine et chirurgie                               |        |             |
| León         | Christiam López    | 24 ans     | Pharmacie                                           |        |             |
| Managua      | Desireé Estrada    | 22 ans     | Marketing et publicité                              |        |             |
| Masatepe     | Paola Quintero     | 19 ans     | Administration d'entreprises                        |        |             |
| Masaya       | Katherine Guadamuz | 18 ans     | Administration des douanes et du commerce extérieur |        |             |
| Matagalpa    | Kiutza Merdina     | 23 ans     | Ingénierie industrielle                             |        |             |
| Rivas        | Jeymmy García      | 25 ans     | Architecture                                        |        |             |
| Santa Tereza | Tereza López       | 25 ans     | Économie appliquée                                  |        |             |

## Observations